# روب بن
روب بَن (هلندی: Rob Baan؛ زادهٔ ۱ آوریل ۱۹۴۳) مربی فوتبال اهل هلند است.
از باشگاه‌هایی که در آن مربی‌گری کرده است می‌توان به باشگاه فوتبال فنلو، باشگاه ورزشی کامبور، باشگاه فوتبال توئنته و باشگاه فوتبال اکسلسیور اشاره کرد.